# 志摩市消防本部
志摩市消防本部（しまししょうぼうほんぶ）は、三重県志摩市の消防部局（消防本部）。志摩市のほか、事務委託により度会郡南伊勢町の旧南勢町域を管轄する。

## 概要
- 主力機械（2023年4月1日現在）
  - 指令車：1
  - 資機材搬送車：1
  - 防火広報車：1
  - 業務連絡車：1
  - 査察指導車：1
  - 火災調査車：1
  - 指揮車：1
  - 人員輸送車：1
  - 団担当車：1
  - 水槽付消防ポンプ自動車：6
  - 消防ポンプ自動車（水槽付）：1
  - 小型動力ポンプ付積載搬送車：6
  - 救助工作車：1
  - 水難救助車：1
  - 高規格救急自動車：8
  - 広報車：6
  - 伝令車：3

### 消防本部の新築移転計画とその変更
平成24年頃（2012年）に使用されていた志摩広域消防組合消防本部兼志摩消防署庁舎は、車庫が耐震基準を満たしていないほか、他の建物も老朽化していた。更にハザードマップ上では浸水エリアに含まれていないが、標高は11mしかなく、想定外の大津波による被害も考えられる上、災害発生時に119番通報が殺到した際に円滑に処理することのできる消防指令システムも保有していなかった。こうした事情を踏まえ、消防本部兼消防署を2014年（平成26年）度末を目標に新築移転する方針が打ち出された。候補地は志摩市の所有する長沢グラウンド（志摩市阿児町神明、標高30m）が有力で、新庁舎には高機能の消防指令システムと志摩市の防災システムを導入する予定であるとの報道がなされた。
ところが、2012年（平成24年）12月21日、志摩市議会は「長沢グラウンドを廃止していいのか」などの意見を提示し、移転場所として承認しなかった。その結果、同じ敷地内に新築する方針に転換し、2014年（平成26年）7月16日に工事を開始、消防業務を継続しながら工事を進め、2016年（平成28年）2月25日に新庁舎が完成した。新庁舎の竣工式は第42回先進国首脳会議（伊勢志摩サミット）開催の都合で延期し、8月6日にようやく挙行した。
新庁舎の総工費は18億円で、5階建ての庁舎には従来なかった女性職員用の仮眠室・シャワー室を設け、災害時などに72時間稼働可能な自家発電システムや、119番通報を円滑に処理する通信指令システムを導入した。庁舎は伊勢志摩サミットの統括警戒本部として利用され、東京消防庁など日本各地から派遣された消防職員が詰めた。

### 組合解散、志摩市消防本部へ
2020年（令和2年）9月29日、志摩市長の竹内千尋と南伊勢町長の小山巧は志摩市役所で会見を開き、2021年（令和3年）3月31日をもって志摩広域消防組合を解散し、翌4月1日に志摩市消防本部を新設、南伊勢町が南勢地域の消防行政を委託する形に移行することを発表した。市町村合併により構成自治体が1市1町になったことで一部事務組合の意義が薄れたことや二重行政の解消、大規模災害への対応などが目的で、3000万円の経費削減ができるという。これに伴う職員の待遇や消防署配置の変更はない。
志摩市消防本部への移行を機に、職員への匿名アンケートが実施され、パワーハラスメントを訴える回答が複数寄せられた。これを受け、志摩市総務課に所属する弁護士による聞き取り調査が行われ、消防司令長ら40代男性職員3人が2022年（令和4年）2月9日付で懲戒処分となった。3人の処分の理由はそれぞれ、10年に及ぶ部下への暴言・暴行、最長6時間に及ぶ𠮟責、深夜・未明の私用での送迎や私的文書作成依頼を断った職員への無視であった。

## 沿革
- 1972年（昭和47年）10月1日 - 磯部分署庁舎が完成。
- 1973年（昭和48年）4月1日 - 阿児町、磯部町、大王町、志摩町、浜島町、南勢町の6町により志摩広域消防組合が発足。1本部1署5分署体制で業務開始。浜島分署は旧浜島真珠会館を使用。
- 1974年（昭和49年）2月1日 - 消防本部及び志摩消防署の旧庁舎が完成。
- 1974年（昭和49年）2月5日[9]または2月7日[10] - 南勢分署の新庁舎が完成。
- 1979年（昭和54年）3月6日 - 大王分署の新庁舎が完成。
- 1982年（昭和57年）12月1日 - 志摩広域地域救急医療情報センター業務開始。
- 1985年（昭和60年）4月1日 - 志摩広域消防組合消防審議会発足。
- 1993年（平成5年）11月1日 - 志摩分署の新庁舎が完成。
- 2004年（平成16年）3月24日 - 浜島分署の新庁舎が完成。翌日より新庁舎での業務開始[11]。
- 2004年（平成16年）10月1日 - 志摩郡5町が合併して志摩市となり、引き続き当組合に加入。
- 2005年（平成17年）10月1日 - 南島町と南勢町が合併して南伊勢町となり、旧南勢町地域のみ引き続き当組合に加入。
- 2016年（平成28年）
  - 2月25日 - 消防本部及び志摩消防署の新庁舎が完成[4]。石吉・坂下特定建設工事共同企業体（石吉組と坂下工務店）が施工した[4]。
  - 8月6日 - 消防本部及び志摩消防署の新庁舎の竣工式を挙行[5]。
- 2021年（令和3年）4月1日 - 前日付で志摩広域消防組合を解散し、志摩市消防本部を設置する[8]。
- 2024年（令和6年）
  - 5月 - 志摩分署が高台移転[12][13]。
  - 9月 - 磯部分署が高台移転[13]。

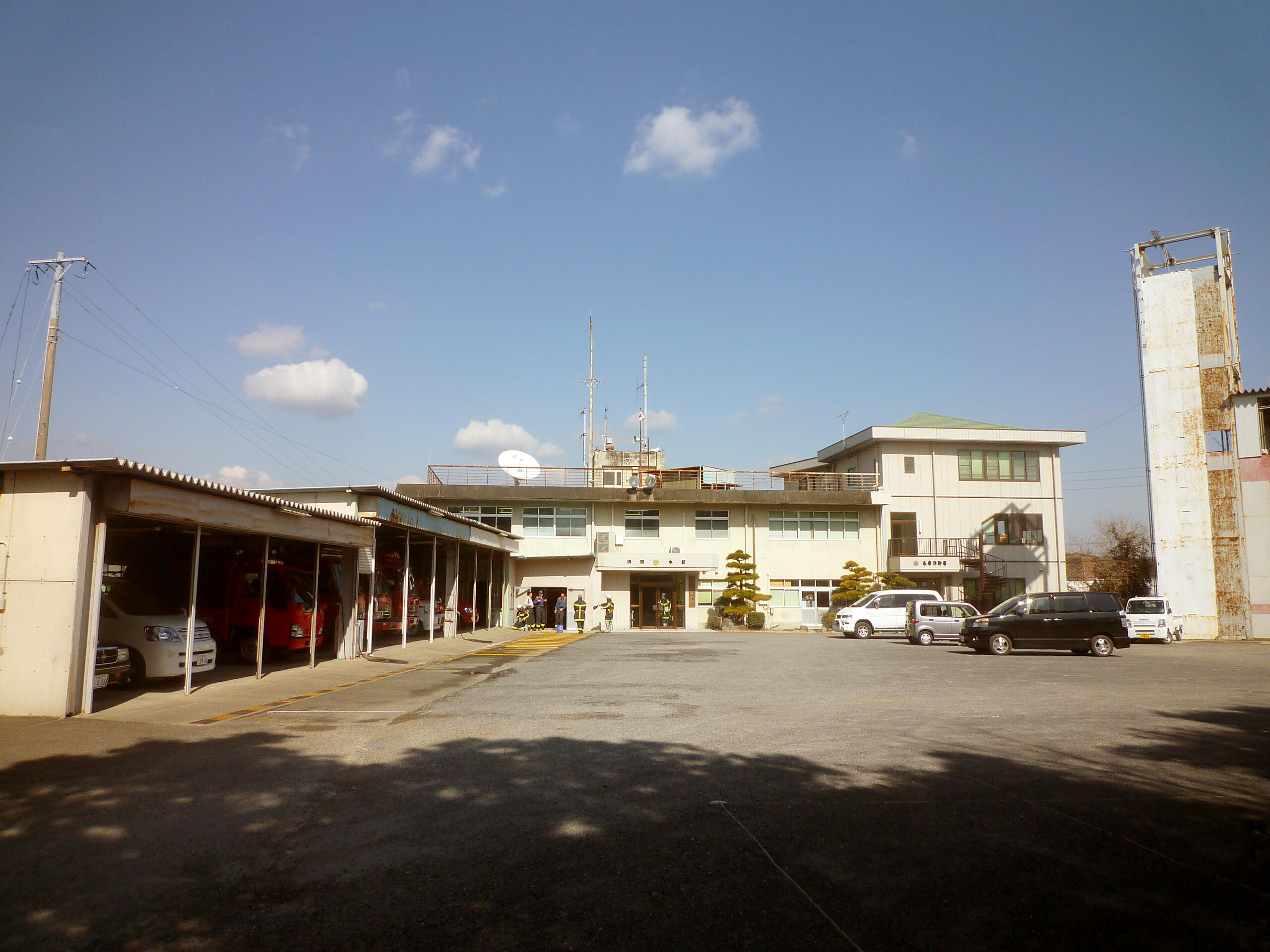
志摩広域消防組合消防本部・志摩消防署旧庁舎（2010年2月撮影）
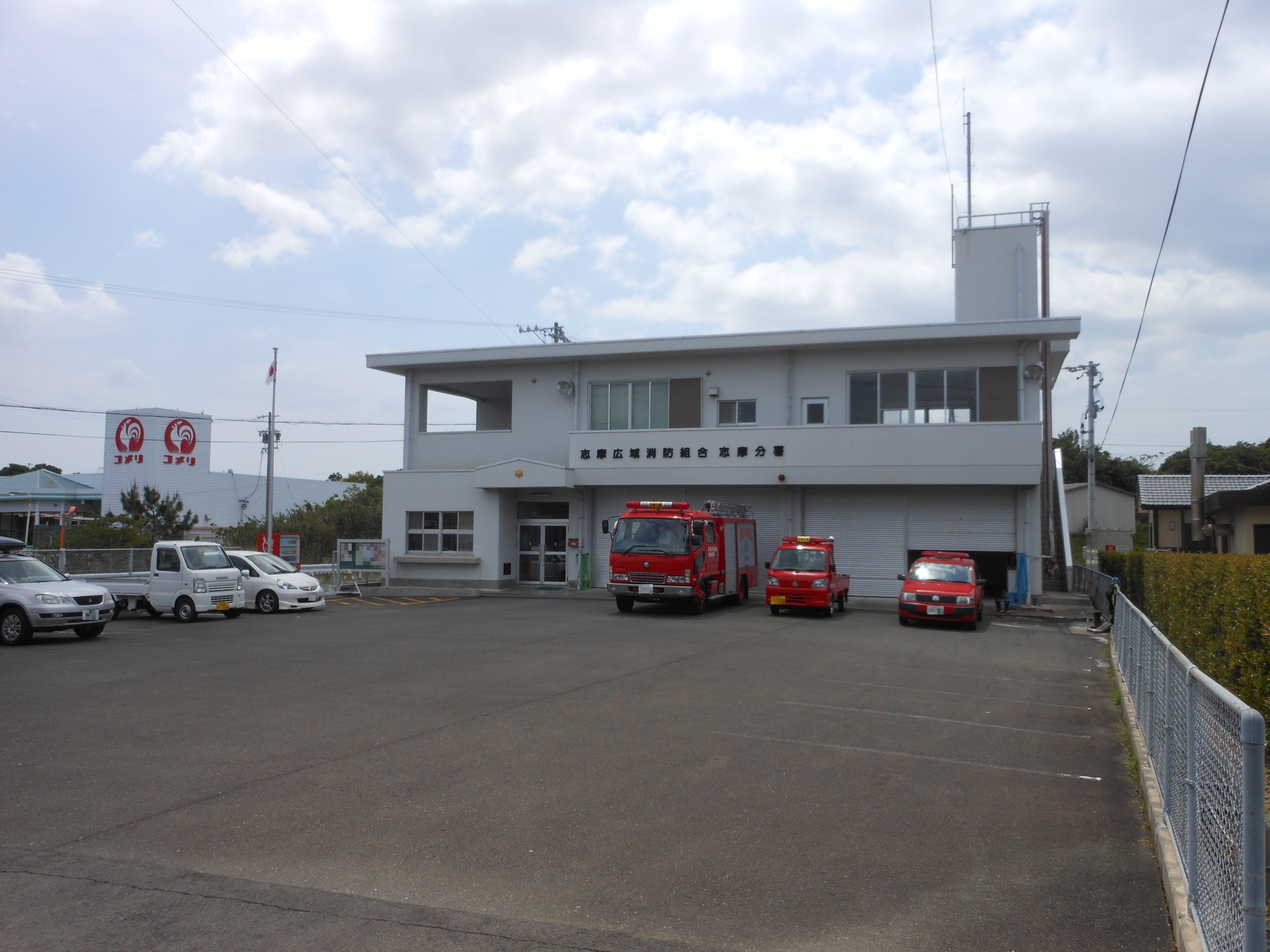
旧志摩分署（2013年撮影）
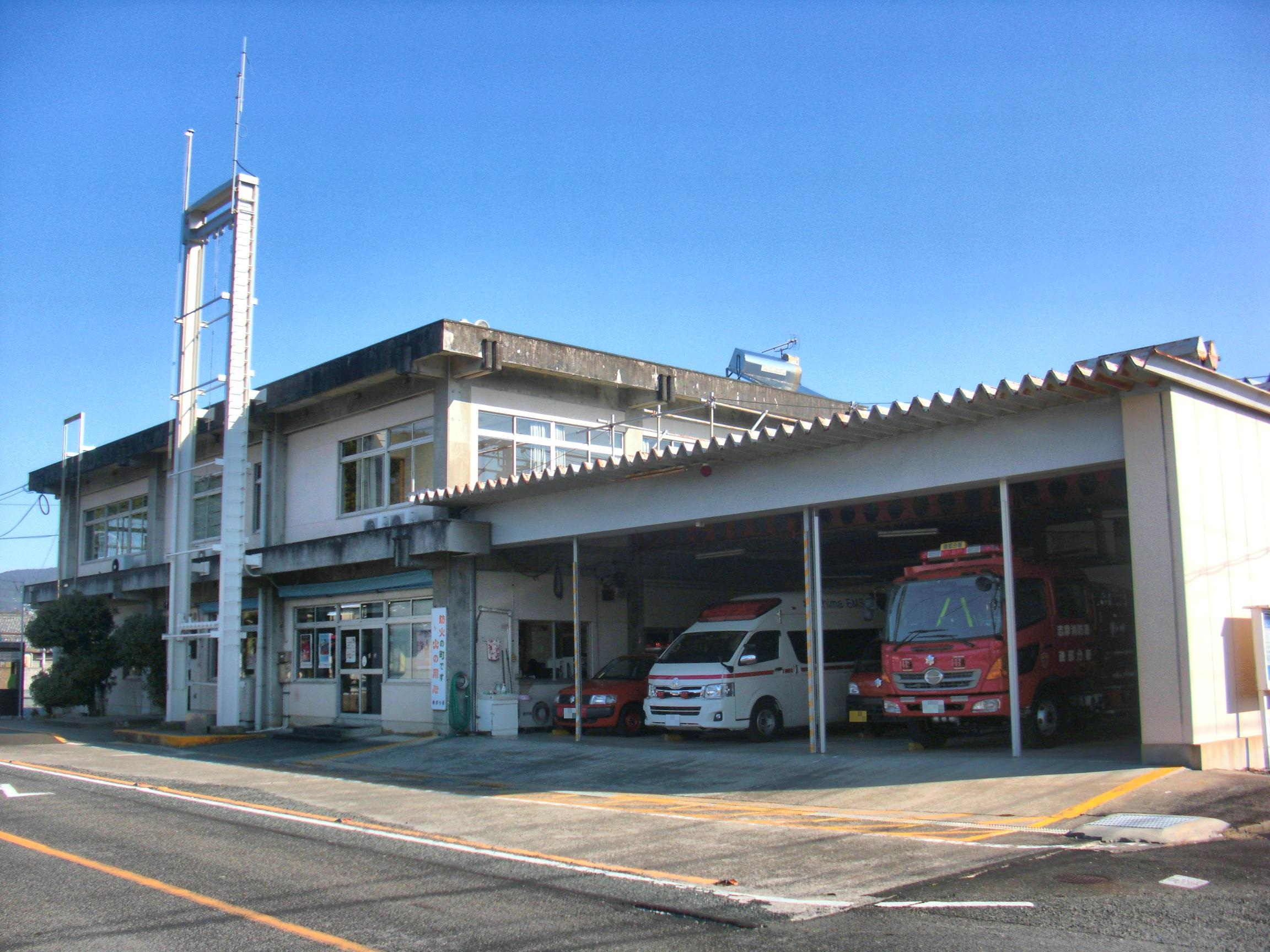
旧磯部分署（2012年撮影）

## 組織
- 消防本部 - 消防総務課、予防課
- 消防署

## 消防署
| 消防署     | 所在地               | 分署 | 所在地                  | 画像 |
| ---------- | -------------------- | ---- | ----------------------- | ---- |
| 志摩消防署 | 志摩市阿児町鵜方3080 | 志摩 | 志摩市志摩町和具588-1   |      |
| 志摩消防署 | 志摩市阿児町鵜方3080 | 南勢 | 度会郡南伊勢町船越360-2 |      |
| 志摩消防署 | 志摩市阿児町鵜方3080 | 大王 | 志摩市大王町波切1733    |      |
| 志摩消防署 | 志摩市阿児町鵜方3080 | 磯部 | 志摩市磯部町迫間878-9   |      |
| 志摩消防署 | 志摩市阿児町鵜方3080 | 浜島 | 志摩市浜島町浜島1118-9  |      |